# Ostra białaczka promielocytowa
Ostra białaczka promielocytowa, AML z t(15;17)(q22,q21), APL – choroba rozrostowa szpiku kostnego, podtyp ostrej białaczki szpikowej (AML) o wysokim stopniu wyleczalności. Choroba jest spowodowana klonalną proliferacją i nagromadzeniem się nieprawidłowych komórek nowotworowych, których dojrzewanie zostało zahamowane na etapie promielocyta. Charakterystyczną cechą tego podtypu jest częste występowanie zespołu rozsianego wykrzepiania wewnątrznaczyniowego. W 95% przypadków APL stwierdza się translokację t(15;17)(q22;q21) związaną z receptorem kwasu retinowego. Ostra białaczka promielocytowa typowo dotyka stosunkowo młodych chorych w wieku od 20 do 50 lat.

## Objawy
Objawy ostrej białaczki promielocytowej zasadniczo nie różnią się od pozostałych typów ostrej białaczki szpikowej. Występują objawy zaburzeń trzech linii hematopoetycznych i niedoborów we krwi obwodowej dojrzałych krwinek czerwonych, płytek krwi i funkcjonalnych form leukocytów. Niedobór erytrocytów powoduje anemię, która objawia się osłabieniem, łatwą męczliwością, dusznością, bladością skóry i błon śluzowych oraz tachykardią. Skaza krwotoczna jest skutkiem małopłytkowości, która wywołuje krwawienia z dziąseł i nosa, plamicę na skórze i błonach śluzowych, a także potencjalnie groźne dla życia krwawienie z przewodu pokarmowego, krwawienie z dróg rodnych i krwawienie do OUN. W ostrej białaczce promielocytowej często występuje zespół rozsianego wykrzepiania wewnątrznaczyniowego (DIC), które niesie ze sobą duże ryzyko krwotoku. Brak prawidłowych limfocytów powoduje wzmożoną podatność na infekcje.

## Patogeneza
W 95% ostrej białaczki promielocytowej stwierdza się translokację t(15;17)(q22;q21), w której w wyniku połączenia genu białka białaczki promielocytowej (PML) kodującego czynnik transkrypcyjny i gen supresorowy z receptorem α kwasu retynoinowego (RARα) dochodzi do powstania białka fuzyjnego. Białko fuzyjne PML/RARα ograniczając odpowiedź na kwas retinowy hamuje transkrypcję i blokuje różnicowanie komórkowe. Kwas retinowy w wysokich dawkach terapeutycznych wiąże PML/RARα, co odwraca blokowanie genów istotnych w prawidłowym dojrzewaniu komórki.

## Rozpoznanie
Ze względu na wczesne powikłania śmiertelne z powodu zespołu wykrzepiania wewnątrznaczyniowego istotne jest wdrożenie leczenia po wstępnej diagnozie APL, którą stawia się na podstawie morfologii, immunofenotypowania i występowania DIC. Ostateczne rozpoznanie stawia się na podstawie badania molekularnego.

## Leczenie
Leczenie ostrej białaczki promielocytowej jest oparte na chemioterapii i składa się z trzech faz: indukcji remisji, konsolidacji remisji i leczenia podtrzymującego.
Indukcja remisji
W leczeniu indukcyjnym stosuje się all-trans kwas retinowy (tretynoina, ATRA), antracykliny oraz trójtlenek arsenu (ATO).
Dla chorych o niskim lub pośrednim ryzyku (liczba krwinek białych <10 000/μl) zaleca się stosowanie ATRA w połączeniu z trójtlenkiem arsenu (ATO) lub połączenia ATRA z daunorubicyną i cytarabiną lub ATRA z idarubicyną. Dla chorych o wysokim ryzyku zaleca się połączenie ATRA z cytarabiną i daunoruicyną, połączenie ATRA z idarubicyną lub połączenie ATRA z idarubicyną i trójtlenkiem arsenu.
Konsolidacja remisji
Konsolidacja remisji u chorych o niskim lub pośrednim ryzyku polega na podawaniu ATRA w połączeniu z ATO, a u chorych z wysokim ryzykiem połączenia cytarabiny z ATRA z idarubicyną, połączenia cytarabiny i daunorubicyny (ATRA tylko w indukcji), połączenia 2 cykli ATO, z kolejnymi 2 cyklami standardowej chemioterapii, a w przypadku nietolerancji antracyklin połączenia ATO z ATRA.
Leczenie podtrzymujące
U chorych, którzy osiągnęli remisję molekularną (brak obecności białka fuzyjnego) przez 1-2 lata podaje się ATRA.

## Rokowanie
Remisję po leczeniu indukcyjnym osiąga aż 90-95% leczonych, a oporność jest rzadka. Pięcioletnie przeżycie całkowite jest obserwowane u około 65% leczonych.

## Epidemiologia
Ostra białaczka promielocytowa stanowi około 10-15% przypadków ostrej białaczki szpikowej.
Ostra białaczka promielocytowa typowo dotyka młodych dorosłych, co wyróżnia go wśród ostrych białaczek szpikowych, których szczyt zapadalności przypada po pięćdziesiątym roku życia. Większość przypadków choroby jest rozpoznawana pomiędzy 20-50 rokiem życia. Zapadalność jest niska u dzieci poniżej 10. roku życia, zwiększa się u młodzieży i osiąga plateau u młodych dorosłych i pozostaje stała aż do sześćdziesiątego roku życia, po czym wyraźnie maleje. Zapadalność na APL wynosi 0,18 na 100 000 bez różnic pomiędzy kobietami i mężczyznami.

## Historia
Ostra białaczka promielocytowa została opisana po raz pierwszy w 1957. W 1977 roku zidentyfikowano mutację t(15;17)(q22;q21), która jest istotnym elementem patogenezy choroby. W 1973 roku do leczenia APL wprowadzono antracykliny. Przełomem w leczeniu choroby było wprowadzenie ATRA w 1985. Pierwsze prace Huang i współpracowników pokazujące wysoką skuteczność nowej terapii opublikowano w 1987 i 1988. W 1990 roku przeprowadzono kolejne badania nad lekiem w krajach zachodnich. W 1992 roku pojawiły się pierwsze doniesienia o skuteczności ATO w leczeniu tej białaczki. Chen i współpracownicy wykazali zależność dawki z efektem klinicznym, a Shen i współpracownicy przeprowadzili pierwsze próby kliniczne z lekiem.

## Klasyfikacja ICD10
| kod ICD10     | nazwa choroby                  |
| ------------- | ------------------------------ |
| ICD-10: C92   | Ostra białaczka promielocytowa |
| ICD-10: C92.0 | Ostra białaczka szpikowa       |
| ICD-10: C92.4 | Ostra białaczka promielocytowa |